# Fritz Stollberg

Fritz Stollberg

Fritz Stollberg (* 25. Februar 1888 in Mülheim am Rhein; † 23. Juni 1948 in Murnau am Staffelsee) war ein deutscher Politiker (NSDAP), Polizeipräsident und SA-Führer.

## Leben und Wirken
Fritz Stollberg wurde am 25. Februar 1888 als Sohn des kaufmännischen Prokuristen Reinhold Stollberg und Maria Stollberg, geborene Faßbinder in Mülheim am Rhein geboren.
Vom 7. bis 10. Lebensjahr besuchte er in Mülheim am Rhein die Volksschule und anschließend das Gymnasium bis zur Obersekunda.
Danach war er bis zum 19. Lebensjahr im Maschinenbaufach als Volontär bei der Gasmotorenfabrik Deutz praktisch tätig. In seinem 20. und 21. Lebensjahr besuchte er für vier Semester die Höhere Maschinenbauschule in Köln, die er mit dem Examen als Maschinenbauingenieur abschloss.
Anschließend arbeitete er wieder in der Motorenfabrik Köln-Deutz.
In den Jahren 1912 und 1913 war Stollberg als Einjährig-Freiwilliger beim Jäger-Regiment 16 in Mülheim am Rhein. Ab Oktober 1913 arbeitete Stollberg als Konstrukteur bei den Güldner-Motorenwerken in Aschaffenburg.
Von 1914 bis 1918 nahm Stollberg am Ersten Weltkrieg teil, in dem er an der Ost- und Westfront eingesetzt wurde, ab März 1915 im Rang eines Bataillonsadjutanten und Leutnants der Reserve.
Von 1919 bis 1933 war er Offert-Ingenieur bei den Güldner Motoren-Werken in Aschaffenburg. Am 11. Oktober 1919 heiratete er die am 7. Dezember 1891 in Köln geborene  Henriette Herrmann. Am 1. September 1929 trat er in Aschaffenburg unter der Mitgliedsnummer 150.122 in die NSDAP ein und am 1. August 1930 in die SA. Am 31. Januar 1932 wurde er zum SA-Truppführer befördert, am 1. Juli desselben Jahres zum SA-Stabsführer und am 12. Januar 1933 zum SA-Sturmbannführer, eine Tätigkeit, die er ab 15. März 1933
nach Aufgabe seines Berufes hauptamtlich verrichtete. Nach seiner Beförderung zum SA-Obersturmbannführer am
22. Juni und zum  SA-Standartenführer am 1. Juli, alles noch im selben Jahr, leitete er die Jägerstandarte J 2 in Aschaffenburg. Im November 1935 übersiedelte er nach Leipzig, wo er Nachfolger von Ludwig Fichte als Führer der SA-Brigade 35 (Leipzig) wurde. 
Am 20. April 1936 wurde er zum SA-Oberführer ernannt. Am 10. April 1937 wurde er kommissarischer Polizeipräsident von Leipzig. Dieses Amt wurde ihm am 31. Mai 1938 endgültig übertragen.
Im Dezember 1942 wurde er nach Frankfurt am Main versetzt, wo er von 1943 bis 1945 ebenfalls Polizeipräsident war. Von März 1936 bis zum Ende der NS-Herrschaft im Frühjahr 1945 saß Stollberg als Abgeordneter für den Wahlkreis 29 (Leipzig) im nationalsozialistischen Reichstag.